# Ordinary
Ordinary (englisch für „Normal“) ist ein Lied des US-amerikanischen Sängers Alex Warren, das im Februar 2025 erschien.

## Entstehung und Veröffentlichung
Das Lied wurde vom Interpreten Alexander Hughes (Alex Warren) selbst, zusammen mit Mags Duval, Cal Shapiro und Adam Yaron, geschrieben. Letzterer zeichnete zudem auch für die Produktion verantwortlich.
Die Erstveröffentlichung von Ordinary erfolgte am 7. Februar 2025 als Single bei Atlantic Records. Diese erschien als digitaler Einzeltrack zum Download und Streaming (Katalognummer: 075679619075). Das dazugehörige Frontcover zeigt einen Mann und eine Frau, die vor einem riesigen Vollmond am Sternenhimmel tanzen. Im Folgemonat erschien eine sogenannte „Wedding Version“ ebenfalls als digitaler Einzeltrack (Katalognummer: 075679615237). Am desselben Jahres erschien das Lied als Teil von Warrens Debütalbums You’ll Be Alright, Kid (Katalognummer: 7567859884), dessen insgesamt siebte Singleauskopplung es ist.

## Inhalt
| „You’re takin’ me out of the ordinary. I want you layin'’ me down ’til we’re dead and buried. On the edge of your knife, stayin’ drunk on your vine. The angels up in the clouds are jealous knowin’ we found. Somethin’ so out of the ordinary. You got me kissing the ground of your sanctuary. Shatter me with your touch, oh, Lord, return me to dust. The angels up in the clouds are jealous knowin’ we found.“ – Refrain, Originalauszug | Inhaltlich handelt das Lied von einer Person, die das Leben des lyrischen Ichs zu etwas so Außergewöhnlichem und Besonderen macht, dass sich selbst die Alltagssituationen besonders anfühlen. Aufgebaut ist das Lied aus zwei Strophen und einem Refrain. Das Lied beginnt zunächst mit der ersten Strophe, an welche sich der dreizeilige Prechorus inklusive Refrain anschließt. Auf den Refrain folgt die zweite Strophe, welche wie die erste Strophe aus sechs Zeilen besteht. Daran schließt sich der einzeilige Prechorus und der Refrain an. Auf diesen folgt die vierzeilige Bridge, bevor das Lied mit dem Refrain abschließt. |

## Musikvideo
Das dazugehörige Musikvideo entstand unter der Regie von B Barone und feierte seine Premiere am 21. Februar 2025 auf der Videoplattform YouTube. Zu Beginn des Musikvideos sitzt Alex Warren in einem Waschsalon, in welchem auch seine Frau Kouvr Annon ist. Als ihr dabei eine rote Socke aus ihrem Wäschekorb fällt, folgt Alex ihr nach draußen. Er findet sich jedoch in einem Wald wieder, in welchem er Kouvr wiederfindet. Er folgt ihr und gelangt über einen Strand an eine Wüste. Dort erreicht er sie und die beiden geben sich die Hände, um gemeinsam in den Himmel aufzusteigen.

## Kommerzieller Erfolg

### Chartplatzierungen
Ordinary avancierte in vielen Ländern zum Nummer-eins-Hit, darunter Australien, Belgien (Flandern und Wallonien), Dänemark, Deutschland, Neuseeland, den Niederlanden, Norwegen, Österreich, Portugal, der Schweiz, den Vereinigten Staaten oder auch dem Vereinigten Königreich.
| \| ChartsChartplatzierungen \| Höchstplatzierung \| Wochen \| \| --------------------------------- \| ----------------- \| ------ \| \| Deutschland (GfK)[5] \| 1 (… Wo.) \| … \| \| Österreich (Ö3)[1] \| 1 (… Wo.) \| … \| \| Schweiz (IFPI)[7] \| 1 (… Wo.) \| … \| \| Vereinigte Staaten (Billboard)[8] \| 1 (… Wo.) \| … \| \| Vereinigtes Königreich (OCC)[9] \| 1 (… Wo.) \| … \| |                   |        |
| ChartsChartplatzierungen | Höchstplatzierung | Wochen |
| Deutschland (GfK) | 1 (… Wo.)         | …      |
| Österreich (Ö3) | 1 (… Wo.)         | …      |
| Schweiz (IFPI) | 1 (… Wo.)         | …      |
| Vereinigte Staaten (Billboard) | 1 (… Wo.)         | …      |
| Vereinigtes Königreich (OCC) | 1 (… Wo.)         | …      |

### Auszeichnungen für Musikverkäufe
| Land/Region                  | Auszeichnungen für Musikverkäufe (Land/Region, Auszeichnung, Verkäufe) | Verkäufe  |
| ---------------------------- | ---------------------------------------------------------------------- | --------- |
| Australien (ARIA)            | 2× Platin                                                              | 140.000   |
| Dänemark (IFPI)              | Platin                                                                 | 90.000    |
| Frankreich (SNEP)            | Diamant                                                                | 333.333   |
| Italien (FIMI)               | Gold                                                                   | 100.000   |
| Kanada (MC)                  | 5× Platin                                                              | 400.000   |
| Neuseeland (RMNZ)            | 2× Platin                                                              | 60.000    |
| Österreich (IFPI)            | Platin                                                                 | 30.000    |
| Portugal (AFP)               | 4× Platin                                                              | 40.000    |
| Schweiz (IFPI)               | Platin                                                                 | 30.000    |
| Spanien (Promusicae)         | Gold                                                                   | 50.000    |
| Vereinigte Staaten (RIAA)    | Platin                                                                 | 1.000.000 |
| Vereinigtes Königreich (BPI) | 2× Platin                                                              | 1.200.000 |
| Insgesamt                    | 2× Gold · 18× Platin · 1× Diamant ·                                    | 3.443.333 |